# Christian Knørr
Christian Knørr (* 5. August 1985) ist ein ehemaliger dänischer Radrennfahrer.

## Sportliche Laufbahn
Christian Knørr wurde 2003 Zweiter bei den nationalen Meisterschaften im Zeitfahren der Junioren. Ein Jahr später wurde er dänischer Vizemeister im Mannschaftszeitfahren. In der Saison 2005 fuhr er für das Continental Team Designa Køkken. 2006 konnte er dann im Mannschaftszeitfahren den Titel gewinnen. Ab 2007 fuhr Knørr für das Luxemburger Continental Team Differdange. 2007 entschied er eine Etappe der Tour de Taiwan für sich. 2010 beendete er seine Radsportlaufbahn.

## Erfolge
2003
- Dänische Junioren-Meister – Mannschaftszeitfahren

2006
- Dänische Junioren-Meister – Mannschaftszeitfahren (mit Martin Mortensen und Michael Færk Christensen)

2007
- eine Etappe Tour de Taiwan

## Teams
- 2008 Glud & Marstrand Horsens
- 2009 Glud & Marstrand Horsens (bis 30. Juni)
- 2010 Stenca Trading